# Juan David Correa
Juan David Correa Ulloa (Bogotá, 1976) es un literato, escritor, periodista y editor colombiano. Fue ministro de las Culturas, las Artes y los Saberes de Colombia en el gobierno de Gustavo Petro.

## Biografía
Nació en 1976, en Bogotá. Hijo del escritor y sociólogo Hernán Darío Correa, un intelectual cercano a la izquierda.
Tras realizar estudios en la Universidad de los Andes, obtuvo una licenciatura en Letras.

### Trayectoria
Inició su carrera como periodista cultural en El Espectador y luego se convirtió en columnista y corresponsal en París durante diez años del mismo diario.

#### Periodista cultural
Como periodista especializado en cultura, también está involucrado en el mundo cultural. Fue gestor cultural de Fundalectura, fundación que participa en el desarrollo social y cultural de la escritura y la lectura, entre 2003 y 2005.
Luego trabajó en la Biblioteca Nacional de Colombia en 2010, antes de convertirse en director cultural de la Feria Internacional del Libro de Bogotá entre 2011 y 2014. Luego se convirtió en editor jefe y luego director de la revista cultural Arcadia, que pertenece al grupo Semana, entre 2015 y 2019. Se destaca por ser crítico con el gobierno de la época, del presidente Iván Duque.

#### Editor
A partir de 2019 pasa a ser director literario y editor dentro del Editorial Planeta. Como editor, se acercó a varios líderes de izquierda. Participó notablemente en la edición de un libro de Gustavo Petro, María José Pizarro y Juan Fernando Cristo.
En octubre de 2019 votó por la candidata de la Alianza Verde a la alcaldía de Bogotá, Claudia López, antes de lamentarse públicamente y quedar decepcionado por su voto.
Siguió siendo director literario dentro del Editorial Planeta hasta el 14 de julio de 2023, cuando la editorial decidió no publicar el libro titulado La Costa Nostra de la periodista Laura Ardila, una investigación detallada sobre el poder económico y político del Clan Char. Se opuso a la decisión de no publicar este libro y dimitió a su cargo.

### Ministro de Cultura

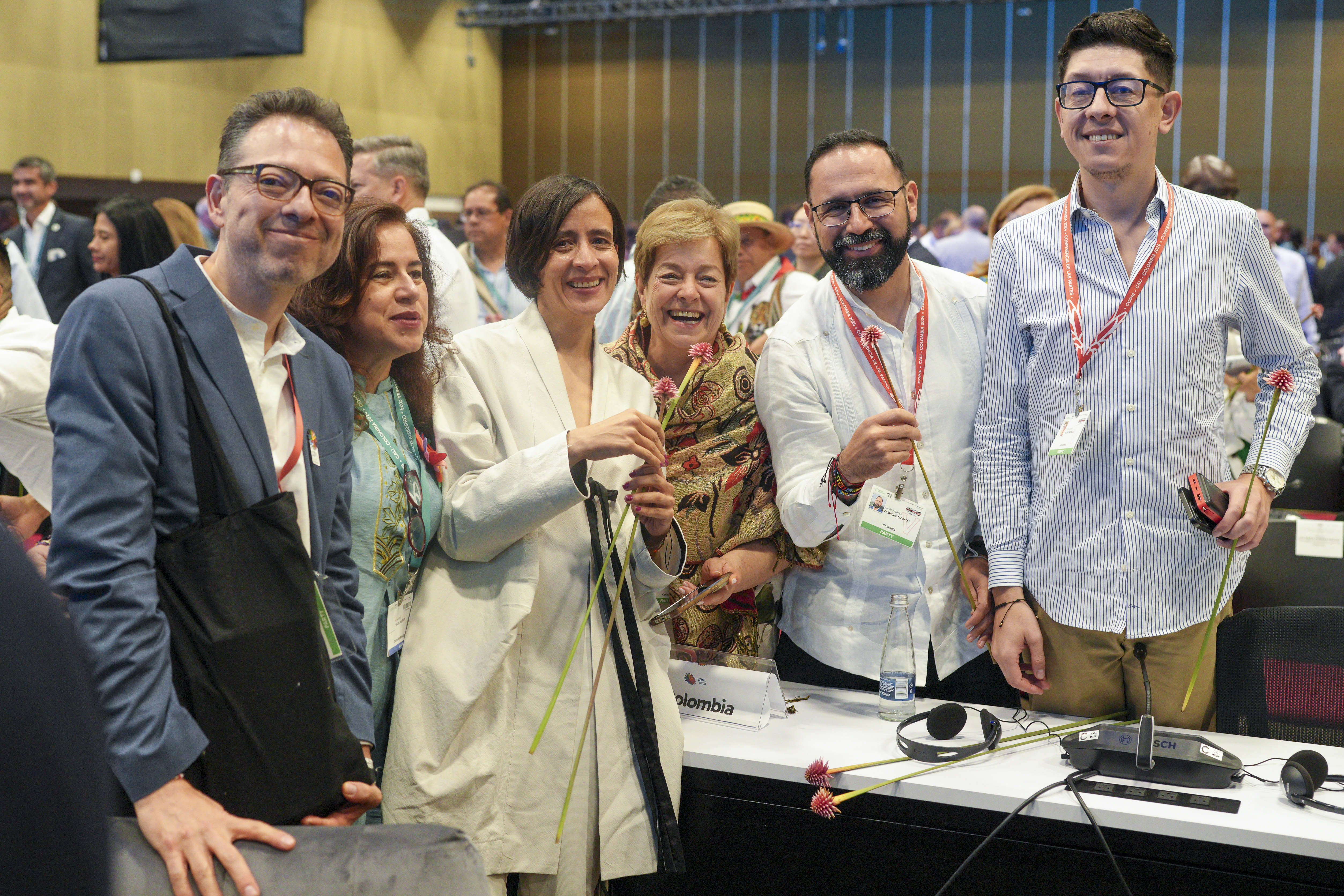
Correa junto a varios ministros de gobierno en 2024

Correa mantuvo una estrecha relación con el presidente Petro. Se reunieron en septiembre de 2022, para discutir la política cultural del presidente, pero también para discutir la publicación de nuevos libros escritos por Petro.
El 2 de agosto de 2023, fue nombrado por el presidente Gustavo Petro, como Ministro de las Culturas, las Artes y los Saberes de Colombia.